# Women + Country
Women + Country är Jakob Dylans andra studioalbum, utgivet 2010.

## Låtlista
Alla låtar är skrivna och komponerade av Jakob Dylan. 
| Nr           | Titel                            | Längd |
| ------------ | -------------------------------- | ----- |
| 1.           | Nothing But the Whole Wide World | 3:48  |
| 2.           | Down on Our Own Shield           | 3:40  |
| 3.           | Lend a Hand                      | 3:48  |
| 4.           | We Don't Live Here Anymore       | 4:23  |
| 5.           | Everybody's Hurting              | 3:40  |
| 6.           | Yonder Come the Blues            | 4:01  |
| 7.           | Holy Rollers for Love            | 3:55  |
| 8.           | Truth for a Truth                | 3:35  |
| 9.           | They've Trapped Us Boys          | 4:01  |
| 10.          | Smile When You Call Me That      | 3:59  |
| 11.          | Standing Eight Count             | 3:56  |
| Total längd: | Total längd:                     | 42:46 |